# 長谷川潤 (野球)
長谷川 潤（はせがわ じゅん、1991年6月15日 - ）は、東京都府中市出身の元プロ野球選手（投手）。右投右打。

## 経歴

### プロ入り前
中学時代は武蔵府中シニアに所属。成立学園高等学校では、西潟栄樹（桐蔭横浜大学-トヨタ自動車）とダブルエースを担い、西潟のあとを受けるリリーフ投手として活躍。3年生夏は東東京都大会ベスト4まで進んだ。大学では3年春秋でベストナイン。

### 独立リーグ時代
金沢学院大学卒業後は、ベースボール・チャレンジ・リーグの石川ミリオンスターズに入団（背番号は20）。建築現場でのアルバイトを掛け持ちしながらプレーした。2014年末にはコロンビアリーグに派遣され、5勝を挙げた。

### プロ入り後
石川ミリオンスターズでコーチを務めていた多田野数人の指導もあり、2015年9月に読売ジャイアンツの入団テストを受けて合格。2015年10月22日、プロ野球ドラフト会議で育成8位指名を受けた。11月23日の新入団発表にて背番号は022と発表された。
2016年3月28日、ウーゴと共に支配下選手登録されることが球団から発表され、背番号は96に変更された。
同年5月6日に一軍へ昇格して対中日ドラゴンズ4回戦（東京ドーム）で、プロ初登板初先発のマウンドを踏んだ。4回まで無失点で抑えていたが、5回に2失点で逆転を許しランナーを2人残して降板。2番手として登板した田原誠次が3塁偽投によるボークと、アンダーソン・エルナンデスに適時二塁打を浴びた為、4回2/3を投げて8安打4失点で敗戦投手となった。
2017年は一軍公式戦への登板がなく、10月4日に球団から戦力外通告を受けた。
2018年からは、巨人の打撃投手として引き続き在籍したが、トレーニングを継続しており、同年オフに現役復帰を目指し退団。翌年1月には肘のクリーニング手術を受ける。
2019年2月12日、古巣・石川が練習生として獲得を発表し、現役復帰した。4月1日、正式に選手登録された。同月7日の開幕戦・対富山GRNサンダーバーズ戦（金沢市民野球場）に先発登板し、5回1失点の投球で3年ぶりの公式戦登板を勝利で飾った。16試合に登板して5勝5敗、防御率3.96を記録。11月12日の12球団合同トライアウトに参加した。

### 現役引退後
2020年1月18日、TBSテレビ『バース・デイ』に出演。前述のトライアウト受験後もNPB球団からオファーが届かず、現役引退決断を父親に報告する様子が放送された。2月22日、石川が本人の申し出より引退を受理したと発表。今後は指導者を目指すとしており、2月7日には学生野球資格回復が認定された。
その後、2020年春からは母校の金沢学院大学でコーチを務めていた。コーチ歴2年間で、松井友飛と長谷川威展がプロ入りを果たした。
2022年4月からはジャイアンツアカデミーのコーチを務めている。

## 詳細情報

### 年度別投手成績
| 年 度    | 球 団    | 登 板 | 先 発 | 完 投 | 完 封 | 無 四 球 | 勝 利 | 敗 戦 | セ 丨 ブ | ホ 丨 ル ド | 勝 率 | 打 者 | 投 球 回 | 被 安 打 | 被 本 塁 打 | 与 四 球 | 敬 遠 | 与 死 球 | 奪 三 振 | 暴 投 | ボ 丨 ク | 失 点 | 自 責 点 | 防 御 率 | W H I P |
| -------- | -------- | ----- | ----- | ----- | ----- | -------- | ----- | ----- | -------- | ----------- | ----- | ----- | -------- | -------- | ----------- | -------- | ----- | -------- | -------- | ----- | -------- | ----- | -------- | -------- | ------- |
| 2016     | 巨人     | 3     | 1     | 0     | 0     | 0        | 0     | 1     | 0        | 0           | .000  | 32    | 6.1      | 11       | 0           | 2        | 0     | 0        | 3        | 0     | 0        | 6     | 6        | 8.53     | 2.05    |
| NPB：1年 | NPB：1年 | 3     | 1     | 0     | 0     | 0        | 0     | 1     | 0        | 0           | .000  | 32    | 6.1      | 11       | 0           | 2        | 0     | 0        | 3        | 0     | 0        | 6     | 6        | 8.53     | 2.05    |

### 表彰
NPB
- ファーム新人賞 （2016年）[19]

### 記録
投手記録
- 初登板・初先発登板：2016年5月6日、対中日ドラゴンズ4回戦（東京ドーム）、4回2/3を4失点で敗戦投手
- 初奪三振：同上、1回表にリカルド・ナニータから見逃し三振

打撃記録
- 初打席：同上、3回裏に若松駿太から投前犠打

### 独立リーグでの投手成績
| 年 度     | 球 団     | 登 板 | 勝 利 | 敗 戦 | セ 丨 ブ | 完 投 | 勝 率 | 投 球 回 | 打 者 | 被 安 打 | 被 本 塁 打 | 奪 三 振 | 与 四 球 | 与 死 球 | 失 点 | 自 責 点 | 暴 投 | ボ 丨 ク | 失 策 | 防 御 率 | W H I P |
| --------- | --------- | ----- | ----- | ----- | -------- | ----- | ----- | -------- | ----- | -------- | ----------- | -------- | -------- | -------- | ----- | -------- | ----- | -------- | ----- | -------- | ------- |
| 2014      | 石川      | 26    | 5     | 6     | 0        | 1     | .455  | 94.0     | 413   | 102      | 6           | 51       | 23       | 8        | 46    | 31       | 1     | 1        | 0     | 2.97     | 1.33    |
| 2015      | 石川      | 17    | 4     | 9     | 0        | 1     | .308  | 95.2     | 422   | 117      | 2           | 64       | 24       | 3        | 58    | 46       | 1     | 7        | 1     | 4.33     | 1.48    |
| 通算：2年 | 通算：2年 | 43    | 9     | 15    | 0        | 2     | .375  | 189.2    | 835   | 219      | 8           | 115      | 47       | 11       | 104   | 77       | 2     | 8        | 1     | 3.66     | 1.41    |

- 各年度の太字はリーグ最高

### 背番号
- 20 （2014年 - 2015年）
- 022 （2016年 - 同年途中）
- 96 （2016年途中 - 2017年、2019年）
- 210 （2018年）

### 登場曲
- 「All the Above (feat. T-Pain)」Maino （2016年 - ）